# Phylloscopus
Phylloscopus er en slægt af små insektædende fugle, der især yngler i Eurasien.
I Danmark er løvsanger, gransanger og skovsanger alle mere eller mindre almindelige ynglefugle, som overvintrer i Afrika. Da de ligner hinanden, adskilles de bedst ved deres meget forskellige stemmer.

## Arter
Slægten Phylloscopus består af 66 arter, hvoraf følgende er truffet i Danmark :
- Skovsanger, Phylloscopus sibilatrix
- Gransanger, Phylloscopus collybita
- Løvsanger, Phylloscopus trochilus
- Lundsanger, Phylloscopus trochiloides
- Nordsanger, Phylloscopus borealis
- Fuglekongesanger, Phylloscopus proregulus
- Hvidbrynet løvsanger, Phylloscopus inornatus
- Himalayasanger, Phylloscopus humei
- Schwarz' løvsanger, Phylloscopus schwarzi
- Brun løvsanger, Phylloscopus fuscatus
- Bjergløvsanger, Phylloscopus bonelli
- Iberisk gransanger, Phylloscopus ibericus